# Aschwin de Lipa-Biesterfeld
Príncipe Aschwin de Lipa-Biesterfeld (13 de junho de 1914 - 14 de maio de 1988) foi um especialista em pintura chinesa e escultura indiana e curador do Metropolitan Museum of Art em Nova Iorque. Ele era o irmão mais novo do príncipe Bernardo de Lipa-Biesterfeld.

## Biografia
Aschwin foi o segundo filho do príncipe Bernardo de Lipa-Biesterfeld e da baronesa Armgard von Sierstorpff-Cramm. Ele era um Conde de Biesterfeld e cresceu com seu irmão mais velho Bernardo na propriedade de seus pais na aldeia alemã de Reckenwalde (agora Wojnowo, Lubúsquia, Polónia). Quando Adolf Hitler chegou ao poder, Aschwin apoiou abertamente os nazistas e se tornar um Wehrmacht oficial. Durante a guerra, Aschwin continuou seus estudos na arte do Leste Asiático. Em novembro de 1942, ele defendeu um doutorado na Universidade Humboldt de Berlim sobre a pintura chinesa do século 13 Bambus e Rock por Li Kan, e depois trabalhou no Departamento de pinturas chinesas do Museum of East Asian Art em Colónia. Em 1945, ele deixou a Alemanha, e em 1949 estabeleceu-se em Nova Iorque como assistente de pesquisa no Departamento de Extremo Oriente do Metropolitan Museum of Art, onde trabalhou até se aposentar em 1973. Durante esses anos, ele regularmente publicados artigos de revistas sobre pinturas chinesas e esculturas budistas do Sul e Sudeste Asiático. 
Em 11 de setembro de 1951, o príncipe Aschwin casou com a plebéia Simone Arnoux (1915-2001), em Londres. Após o nascimento do príncipe Constantino dos Países Baixos em 11 de outubro de 1969, o príncipe Aschwin tornou um de seus padrinhos.